# Kanakkampalayam (Tirupur)
Kanakkampalayam es una ciudad censal situada en el distrito de Tirupur en el estado de Tamil Nadu (India). Su población es de 25539 habitantes (2011). Se encuentra a 8 km de Tirupur y a 52 km de Coimbatore.

## Demografía
Según el censo de 2011 la población de Kanakkampalayam era de 12160 habitantes, de los cuales 6074 eran hombres y 6086 eran mujeres. Kanakkampalayam tiene una tasa media de alfabetización del 83,59%, superior a la media estatal del 80,09%: la alfabetización masculina es del 90,21%, y la alfabetización femenina del 77,02%.